# Delphine Seyrig
Delphine Seyrig (Beirut, 10 d'abril de 1932 - París, 15 d'octubre de 1990) fou una actriu, directora de vídeos i activista feminista francesa, coneguda sobretot com a actriu pels seus papers en L'Année dernière à Marienbad, Baisers volés i El discret encant de la burgesia. El 1982, fundà, amb Carole Roussopoulos i Ioana Wieder, el Centre audiovisual Simone de Beauvoir a París.

## Biografia
Nasqué a Beirut el 10 d'abril de 1932 en el si d'una família intel·lectual francesa. La seua mare, Hermine de Saussure, era una estudiosa de la filosofia de Rousseau, neboda del lingüista suís Ferdinand de Saussure. Son pare era l'arqueòleg Henri Seyrig, director general d'Antiguitats a Síria i al Líban, que arribà a ser director dels museus de l'estat francés. La seua casa era freqüentada per il·lustres convidats com ara Fernand Léger, André Breton o Lévi-Strauss.
Va passar la infantesa en diferents països; estudià al Líban, en el Collège Protestant Français i continuà com a interna en el Col·legi Cévenol (1947-1950). Arribà a l'estat francés el 1952 i estudià art dramàtic amb Pierre Bertin i Tania Balachova.

### Trajectòria cinematogràfica
Als vint anys feu el seu primer paper en L'Amour en papier de Louis Ducreux. Debutà en el Centre Dramàtic Nacional de l'Est i després en la Comédie de Saint-Etienne. Se n'anà als Estats Units, on va perfeccionar el seu estil interpretatiu durant tres anys en l'Actor's Studio.
El seu debut en el cinema fou amb la pel·lícula underground Pull My Daisy, de Robert Frank, manifest de la generació beat rodada el 1959, narrada per Jack Kerouac, en què participaren Allen Ginsberg i Gregory Corso.
Alain Resnais la va descobrir durant un viatge a Nova York el 1959, quan ella actuava en l'obra d'Ibsen, Un enemic del poble. El 1960, torna a París, i actua en Un mois à la campagne, d'Ivan Turguénev, sota la direcció d'André Barsacq, en el Théâtre de l'Atelier. Alain Resnais la va dirigir en L'année dernière à Marienbad (1961), que fou un gran èxit i donarà a Delphine Seyrig notorietat i imatge d'actriu d'avantguarda.
Resnais li donarà al 1963 el personatge d'Helena Aughain en Muriel ou Le temps d'un retour.
En teatre, interpretà obres de Jean-Claude Carrière (L'Aide-Mémoire), Harold Pinter (La Collection, L'Amant), Peter Handke (La Chevauchée sur le lac de Constance), i alguns treballs sota la direcció d'André Barsacq i Claude Régy.

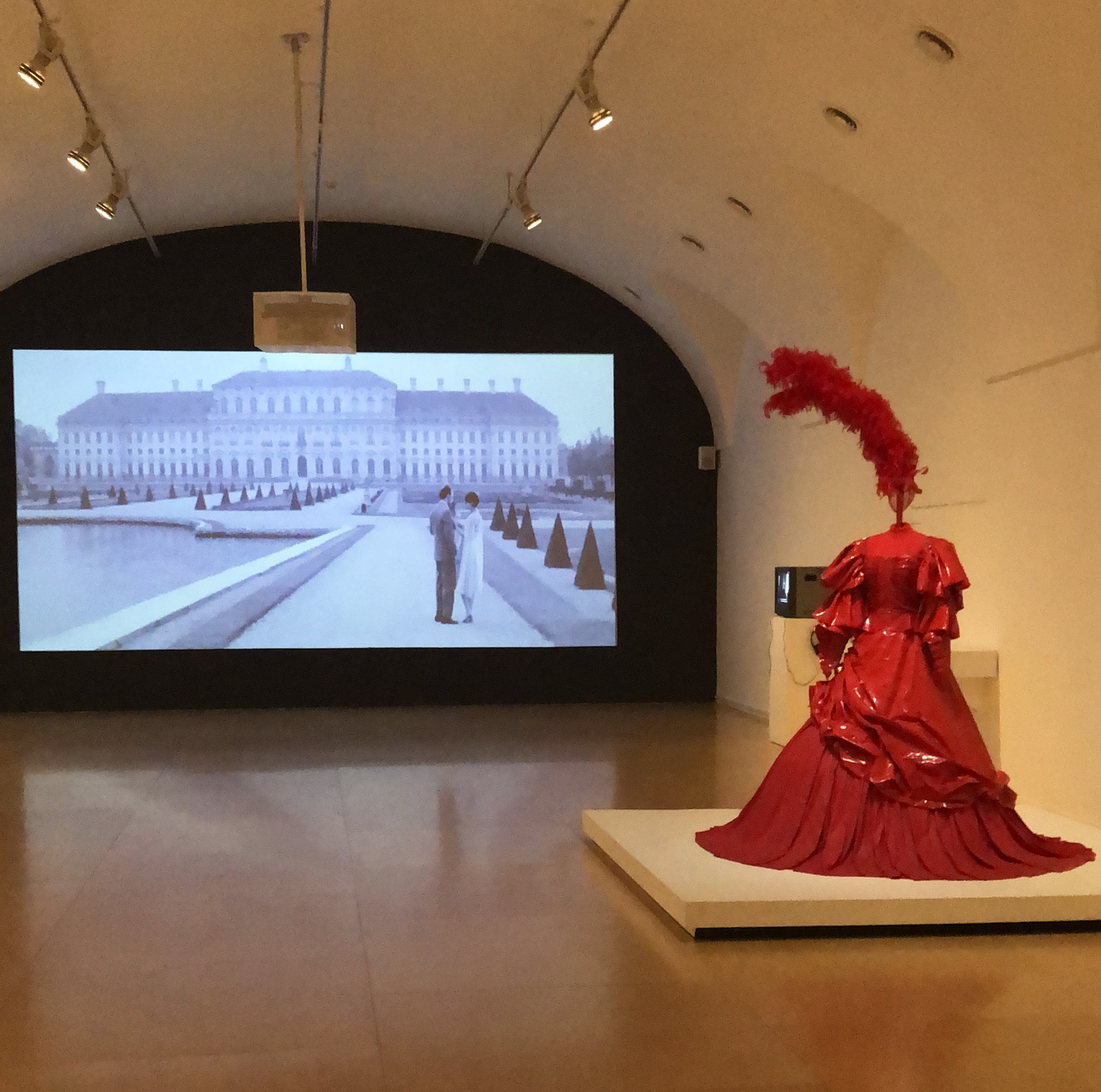
Exposició "Muses insubmises. Delphine Seyrig i els col·lectius de vídeo feminista francés en els 70 i 80", Museu Reina Sofia de Madrid (25 de setembre del 2019 - 23 de març de 2020). Vestit utilitzat per Delphine Seyrig en Freak Orlando, d'Ulrike Ottinger

En cinema treballà amb cineastes com ara: William Klein (Qui êtes-vous, Polly Maggoo?, 1966 i Mister Freedom, 1968); Marguerite Duras (La Musica, 1966, India Song, 1975, i Baxter, Vera Baxter, 1977); Joseph Losey (Accident, 1967); Jacques Demy (Peau d'Âne, 1970); François Truffaut (Petons robats), Luis Buñuel (La Via Làctia, 1969 i El discret encant de la burgesia, 1972); Chantal Akerman (Jeanne Dielman, 23 quai du Commerce, 1080 Bruxelles, 1975). Va compartir repartiment amb Sami Frey en Le Journal d'un vaig suicidé de Stanislav Stanojevic, seleccionada a Canes i Venècia el 1972.
Considerava que col·laborar en alguns films dirigits per directores com ara Chantal Akerman, Ulrike Ottinger, Marguerite Duras, Agnès Varda o Liliane de Kermadec, li havia permés manifestar els seus dots teatrals i experimentar papers femenins que mai abans no havien aparegut en el cinema en les propostes realitzades pels directors masculins. «El cinema de dones, del qual Seyrig és una figura crucial, permeté que una varietat diversa de personatges femenins finalment existís en la pantalla».
Va morir el 15 d'octubre del 1990 per un càncer de pulmó.

### Trajectòria d'activista feminista
Delphine Seyrig és també coneguda com a activista feminista, amb Marguerite Duras. Fou una de les signants del manifest de les 343, el 1971, i es va posicionar a favor dels drets de les dones en el Sois belle et tais-toi. La seua trobada amb el moviment feminista fou un punt d'inflexió en la seua evolució personal i professional, i s'interessà en especial a treballar amb directores. És per això que, amb Carole Roussopoulos, Ioana Wieder i Nadja Ringart, van crear el col·lectiu Les Insoumuses (Les Insubmuses) per a realitzar vídeos que acompanyassen el seu activisme en el Moviment d'Alliberament de les Dones.
La primera mostra de com es realitzava un avortament pel mètode de Karman es feu al seu apartament l'agost del 1972 en presència de militants del MLF i de Pierre Jouannet, amb el metge Harvey Karman, psicòleg i activista per la llibertat de l'avortament a Califòrnia des dels anys de 1950. Volgué esquerdar la seua imatge de musa explorant el feminisme darrere de la càmera i aprofitant la versatilitat d'una nova eina: el vídeo.
| « | Ella simbolitza una posició central en la xarxa de qüestions que tenen relació amb la cultura visual en general, amb la història del cinema, amb la qüestió de la performativitat del gènere com a actriu, també, però, amb la qüestió de l'activisme i de com abordar l'ús de la càmera que actua dins de l'activisme, no perquè és allí només per a documentar des d'un punt de vista extern, sinó com capaç de participar en la lluita. | » |
| — Nataša Petrešin-Bachelez i Giovanna Zapperi sobre l'obra de Delphine Seyrig, entrevista realitzada por la Ràdio del Museu Reina Sofia. | |   |

Va aprendre'n la tècnica el 1974 amb Carole Roussopoulos i els seus vídeos foren una útil manera d'expressió en les lluites feministes. Feren documents com Scum Manifesto (1976), Maso et Miso vont en bateau (amb Ioana Wieder i Nadja Ringart, 1976) i Sois belle et tais-toi! (1981), un documental amb Seyrig (directora) i Roussopoulos (càmera) en què una vintena d'actrius franceses, angleses i estatunidenques narren la seua situació i com són tractades les dones en el món del cinema. Entre les actrius entrevistades, hi ha Maria Schneider i Jane Fonda.
El 1982, cofunda, amb Carole Roussopoulos i Ioana Wieder, el Centre audiovisual Simone de Beauvoir.

## Vida personal
El 1950 es casà amb el pintor estatunidenc Jack Youngerman, amb el qual el 1956 va tenir un fill: Duncan Youngerman, músic.

## Filmografia
- 1959: Pull My Daisy de Robert Frank i Alfred Leslie, com a Beltiane, la dona de Milo.
- 1961: L'Année dernière à Marienbad d'Alain Resnais en el paper d'una dona.
- 1961: Béjart de François Weyergans, documental, veu.
- 1963: Muriel ou le temps d'un retour d'Alain Resnais: Hélène Aughain.
- 1965: Qui donc a rêvé ? de Liliane de Kermadec.
- 1966: Qui êtes-vous, Polly Maggoo? de William Klein com a redactora.
- 1966: Comédie de Marin Karmitz.
- 1967: Accident de Joseph Losey, en el paper de Francesca.
- 1967: La Musica de Marguerite Duras i Paul Séban, en el paper d'Ella.
- 1968: L'Écume des jours de Charles Belmont, com a recitadora.
- 1968: Baisers volés de François Truffaut en el paper de Fabienne Tabard.
- 1969: Mr. Freedom de William Klein, com a Marie-Madeleine.
- 1969: La Via Làctia (La Voie Lactée) de Luis Buñuel, en el paper de prostituta.
- 1970: Le Lys dans la vallée de Marcel Cravenne: Madame de Mortsauf.
- 1970: Peau d'âne de Jacques Demy: la fada.
- 1971: Les Lèvres rouges (Daughters of darkness) d'Harry Kümel: la comtessa Bator.
- 1971: Primer any de Patricio Guzmán, documental, veu.
- 1971: Le Journal d'un suicidé de Stanislav Stanojevic: la intèrpret.
- 1972: El discret encant de la burgesia (Le Charme discret de la bourgeoisie) de Luis Buñuel: Simone Thévenot.
- 1973: Xacal (The Day of the Jackal) de Fred Zinnemann: Colette.
- 1973: Casa de nines (A Doll's House) de Joseph Losey: Kristine Boga.
- 1974: Le Jardin qui bascule de Guy Gilles: Kate.
- 1974: Contre une poignée de diamants (The Black Windmill) de Do Siegel: Ceil Burrows.
- 1974: Dites-le avec des fleurs de Pierre Grimblat: Françoise Berger, la mare.
- 1974: Le Cri du coeur de Claude Lallemand.
- 1974: Le dernier cri (Der letzte schrei) de Robert von Ackeren.
- 1974: L'Atelier de Patrick de Mervelec, documental.
- 1975: Le Boucher, la Star et l'Orpheline de Jérôme Savary: la vídua.
- 1975: Aloïse de Liliane de Kermadec: Aloïse adulta.
- 1975: Der Letzte Schrei de Robert van Ackeren: Simone.
- 1975: Jeanne Dielman, 23 quai du Commerce, 1080 Bruxelles de Chantal Akerman: Jeanne Dielman.
- 1975: India Song de Marguerite Duras, Anne-Marie Stretter.
- 1976: Són nom de Venise dans Calcutta désert de Marguerite Duras.
- 1976: Caro Michele de Mario Monicelli.
- 1977: Baxter, Vera Baxter de Marguerite Duras: L'inconnue.
- 1977: Je t'aime, tu danses de François Weyergans.
- 1977: Repérages de Michel Soutter: Julie.
- 1979: Útközben - En cours de route de Márta Mészáros: Barbara.
- 1980: Le Chemin perdu de Patricia Moraz: Mathilde Schwarz.
- 1980: Le petit pommier de Liliane de Kermadec.
- 1980: Freak Orlando d'Ulrike Ottinger.
- 1980: Chère inconnue de Moshé Mizrahi: Yvette.
- 1981: Documentaire d'Agnès Varda, veu.
- 1983: Le Grain de sable de Pomme Meffre: Solange.
- 1984: Dorian Gray im Spiegel der Boulevardpresse d'Ulrike Ottinger.
- 1985: Grosse de Brigitte Roüan.
- 1986: Golden Eighties de Chantal Akerman: Jeanne.
- 1987: Sieben frauen-Sieben todsünden / Seven womaen-seven sins d'Ulrike Ottinger: Pride.
- 1988: Letters home de Chantal Akerman.
- 1989: Johanna d'Arc of Mongolia d'Ulrike Ottinger: Lady Windermere.

## Teatre
- 1952: L'Amour en papier de Louis Ducreux.
- 1952: Le Jardin du Roi de Pierre Devaux.
- 1953: Tessa, la nymphe au cœur fidèle de Jean Giraudoux.
- 1953: Le Mariage de Figaro de Beaumarchais.
- 1953: La Tempête de William Shakespeare.
- 1954: Ondine de Jean Giraudoux.
- 1955: Un mari idéal d'Oscar Wilde.
- 1961: La Mouette d'Anton Txékhov.
- 1962: On ne sait comment de Luigi Pirandello.
- 1963: Le Complexe de Philémon de Jean Bernard-Luc.
- 1963: Un mois à la campagne d'Ivan Turguénev.
- 1964: Cet animal étrange de Gabriel Arout.
- 1965: La Collection i L’Amant d'Harold Pinter.
- 1966: La prochaine fois je vous le chanterai de James Saunders.
- 1966: Se trouver de Luigi Pirandello.
- 1967: Rosencrantz et Guildenstern sont morts de Tom Stoppard.
- 1968: L'Aide-mémoire de Jean-Claude Carrière.
- 1969: Le Jardin des délices de Fernando Arrabal.
- 1971: C'était hier d'Harold Pinter.
- 1974: La Chevauchée sur le lac de Constance de Peter Handke.
- 1981: La Bête dans la jungle d'Henry James.
- 1982: Sarah et le cri de la langouste de John Murrell.
- 1984: Letters home de Sylvia Plath.
- 1987: Un jardin en désordre d'Alan Ayckbourn.

## Documentals pòstums
El 2009, Carole Roussopoulos, uns mesos abans de morir, va decidir fer un documental que mostrés la col·laboració entre ambdues. No el pogué acabar, i el 2018 Callisto McNulty va reprendre la idea amb el documental Delphine et Carole, Les Insoumuses, estrenat en la Berlinale i presentat en el festival de Sant Sebastià, en la secció Zabaltegi - Tabakalera.

## Premis i distincions
Festival Internacional de Cinema de Venècia
| Any  | Categoria                     | Pel·lícula | Resultat   |
| ---- | ----------------------------- | ---------- | ---------- |
| 1963 | Copa Volpi a la millor actriu | Muriel     | Guanyadora |